# Mycoplasma gallisepticum
Mycoplasma gallisepticum è un batterio appartenente alla classe Mollicutes, importante in campo veterinario in quanto agente patogeno della micoplasmosi soprattutto nei gallinacei. Come gran parte dei batteri del genere Mycoplasma, anche il M. gallisepticum agisce in qualità di agente patogeno aderendo alle pareti epiteliali del tratto respiratorio e urogenitale.

## Fonti
- Rosengarten, R., C. Citti, M. Glew, A. Lischewski, M. Droesse, P. Much, F. Winner, M. Brank, and J. Spergser. Host pathogen interactions in mycoplasma pathogenesis: Virulence and survival strategies of minimalist prokaryotes. in Int. J. Med. Microbiol. 290: 15-25, 2000.
- The Taxonomicon, su taxonomicon.taxonomy.nl.